# Tagebaugerät
Als Tagebaugeräte werden die maschinellen Einrichtungen bezeichnet, die zum Abbau einer Lagerstätte im Tagebau eingesetzt werden.
Dazu zählen insbesondere Eimerketten-, Schaufelrad-, Löffel- und Schürfkübelbagger, die zum Abräumen des Abraums und Abbau des Rohstoffes eingesetzt werden. Außerdem zählen Förderbrücken, Absetzer und andere Förderanlagen sowie spezielle Gleisrückmaschinen und auch Planierraupen (Schürfkübelraupe) dazu.